# Mundzuk
Mundzuk (w zapisie greckim: Μουνδίουχος) – brat Ruasa, króla Hunów. Ojciec Bledy i Attyli, którzy współrządzili w latach 434-445. Zmarł w 434 r.